# Henryk Krawczyk (informatyk)

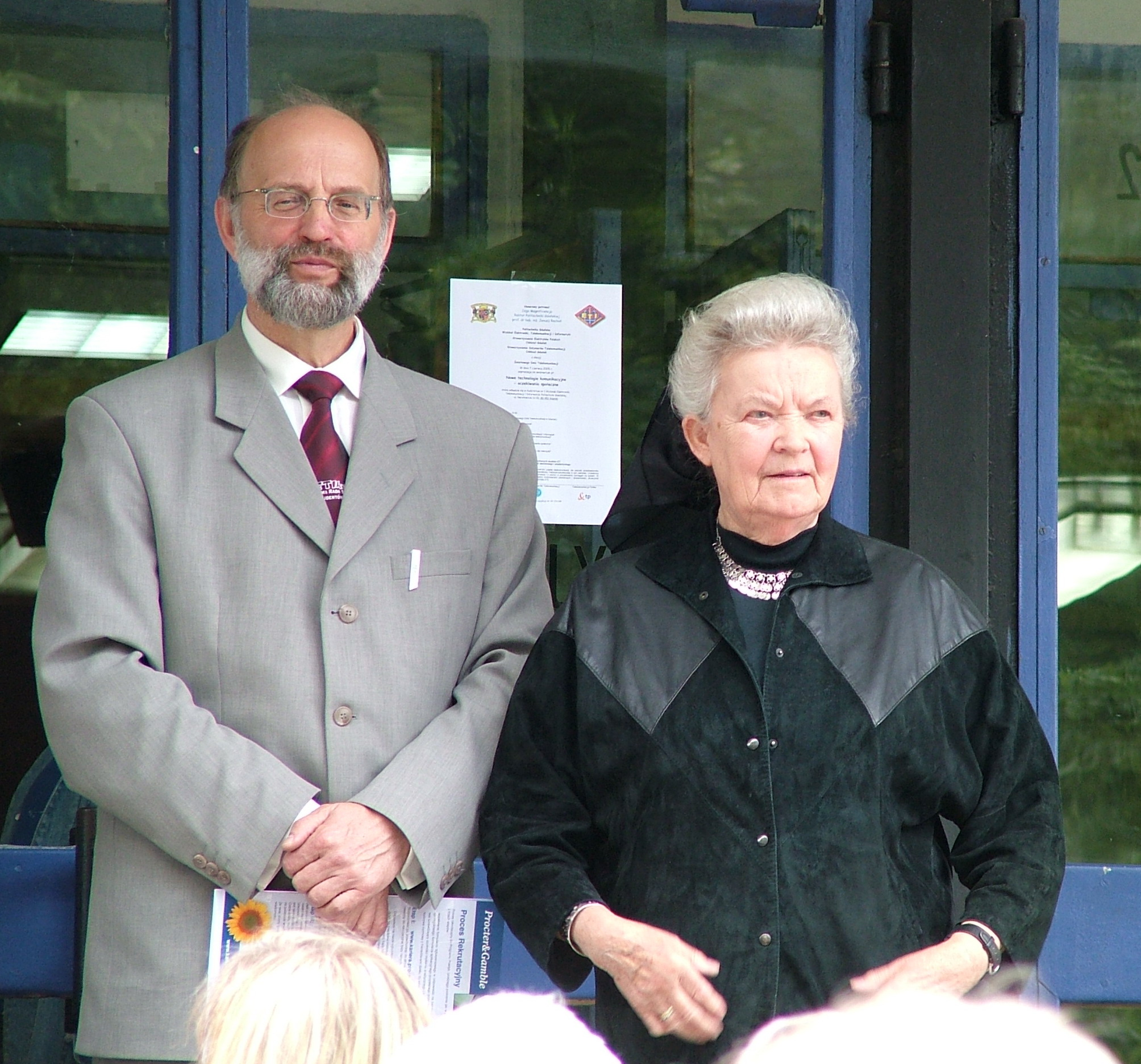
Prof. Henryk Krawczyk i prof. Marianna Sankiewicz podczas uroczystości jubileuszowych 60-lecia Politechniki Gdańskiej i 50-lecia Wydziału Elektroniki Telekomunikacji i Informatyki PG. Gdańsk 4 czerwca 2005 r.

Henryk Krawczyk (ur. 20 maja 1946 roku w Dybowie na Mazurach) – polski profesor, informatyk, specjalista z zakresu inżynierii oprogramowania, systemów równoległych i rozproszonych, rektor Politechniki Gdańskiej (kadencja: 2008–2012 oraz 2012–2016), czterokrotny dziekan Wydziału Elektroniki, Telekomunikacji i Informatyki Politechniki Gdańskiej (w latach: 1990–1996, 2002–2006), były kierownik Katedry Architektury Systemów Komputerowych.

## Życiorys
Ukończył VIII Liceum Ogólnokształcące im. Komisji Edukacji Narodowej w Gdańsku.
Zaraz po studiach na Politechnice Gdańskiej pracował jako asystent projektant w Przemysłowym Instytucie Telekomunikacji. Niebawem został adiunktem na Politechnice Gdańskiej. Przygotowując doktorat, w latach 1972–1975, wyjeżdżał na zagraniczne staże. W 1997 roku objął Katedrę Architektury Systemów Komputerowych Wydziału Elektroniki, Telekomunikacji i Informatyki PG. Czterokrotnie wybrany został dziekanem wydziału. Wprowadził nowe zasady rozdziału kosztów wydziałowych, dzięki którym wyraźnie zwiększyły się wpływy finansowe z działalności badawczej. 
Autor kilku wdrożeń komputerowych, m.in. systemu wspomagającego badania endoskopowe w Akademii Medycznej w Gdańsku (dziś: Gdański Uniwersytet Medyczny) oraz systemu wywoływania w niebezpieczeństwie dla brzegowych stacji morskich. Sformułował nową klasę zagrożeń w systemach informatycznych, tzw. zagrożeń nadciągających i opracował procedury im zapobiegające. Procedury te odegrały istotną rolę przy eliminacji błędów wiążących się z datą 2000, a dziś służą do ograniczenia destrukcyjnej działalności intruzów w Internecie.
Czynnie uczestniczy w krajowych organizacjach naukowych. Pracuje jako wiceprzewodniczący Komitetu Informatyki Polskiej Akademii Nauk. Jest członkiem z wyboru Rady Naukowej Instytutu Podstaw Informatyki PAN.
Przez dwie kadencje był członkiem Rady Naukowej Centrum Informatycznego Trójmiejskiej Akademickiej Sieci Komputerowej, która powstała po to, by zapewnić pomorskim uczelniom dostęp i bezpieczeństwo korzystania z sieci. 
Kieruje modułem „Technologie Informacyjne i Komunikacyjne” w Centrum Zaawansowanych Technologii Pomorze. Jest współtwórcą Centrum Doskonałości Informor, zorientowanego na wykorzystanie teleinformatyki w gospodarce morskiej. 
Równocześnie z pełnieniem obowiązków Rektora Politechniki Gdańskiej prof. Henryk Krawczyk obejmował w kadencji 2012–2016 funkcję wiceprzewodniczącego Konferencji Rektorów Polskich Uczelni Technicznych (KRPUT).
Ma żonę i trzy córki, z których dwie są absolwentkami Politechniki Gdańskiej.

## Ścieżka rozwoju naukowego
- 1969 – magisterium i dyplom inżyniera elektronika, Politechnika Gdańska
- 1976 – doktorat z projektowania systemów cyfrowych, Politechnika Gdańska
- 1987 – habilitacja z analizy i syntezy systemów samodiagnozujących, Politechnika Gdańska
- 1989 – docentura na PG
- od 1991 – profesor nadzwyczajny PG
- 1996 –  tytuł profesora
- od 1999 – profesor zwyczajny PG